# Mohsen Alhady
Mohsen Alhady, slovenski prevajalec.

## Življenje in delo
Rojen je v Jemnu. Študiral je na ljubljanski Fakulteti za elektrotehniko, vendar že ves čas dela kot prevajalec. Živi in dela v Ljubljani. Prevaja zlasti leposlovna besedila in poezijo v arabščino in iz arabščine. Med drugim je - skupaj s svojo ženo Margit P. Alhady opravil prvi prevod Korana iz arabskega jezika v slovenščino. Njun drugi monumentalni podvig pa je integralni prevod Tisoč in ene noči iz izvirnika v slovenski jezik.

## Izbrana bibliografija
- Arabske ljudske basni (COBISS) (prevajalec) (Ljubljana, 1991)
- Kalila in Dimna : knjiga modrosti (COBISS) (prevajalec) (Ljubljana, 1998)
- Moderna arabska poezija : izbor (COBISS) (prevajalec) (Ljubljana, 2005)
- Muhtarat min al-ši'r al-slufini al-muasir (COBISS) (prevajalec) (Dar Toubkal, 2009)
- Glas izgubljenega raja : moderna palestinska poezija (COBISS) (prevajalec) (Ljubljana, 2010)
- Ognjene črke : izbrana arabska dela Gibrana Halila Gibrana (COBISS) (prevajalec) (Celje, 2010)
- Korán : prevod iz arabskega izvirnika (COBISS) (prevajalec) (Ljubljana, 2014)
- Adonis, Poezija 1 : 1957-1994 (COBISS) (prevajalec) (Ljubljana, 2017)
- Tisoč in ena noč (COBISS) (prevajalec) (Ljubljana, 2021)